# كأس السوبر الإيطالي 1994
كأس السوبر الإيطالي 1994 (بالإيطالية: Supercoppa italiana 1994)‏ هو موسم من كأس السوبر الإيطالي. أقيم بتاريخ 1994، وفاز فيه نادي ميلان.